# Ella Keller
Ella Keller (* 27. September 1875 in Aarau; † 29. September 1929 in Bern) war eine Schweizer Zeichnerin und Kunsthandwerkerin.

## Leben und Werk
Ella Keller war eine Tochter des Arnold Keller und eine Enkelin von Augustin Keller. Ihre Cousine war die Malerin und Kunstgewerblerin Marie Leupold-Villiger (1871–1924). 1876 zog die Familie nach Bern.
Von 1900 bis 1901 besuchte Ella Keller für ein Semester die Kunstgewerbeschule in Berlin und danach bis 1904 die kunstgewerblichen Klasse der Handwerker- und Kunstgewerbeschule Bern von Ferdinand Huttenlocher.
Ella Keller beschäftigte sich mehrheitlich mit Entwürfen für Innendekorationen und Stickereien. Zudem schuf sie Aquarelle und Batikarbeiten. Sie war von 1913 bis 1929 Mitglied der Schweizerischen Gesellschaft Bildender Künstlerinnen (SGBK).

## Ausstellungen
- 1904: Weihnachtsausstellung Bern
- 1914, 15. Mai – 15. Oktober: Schweizerische Nationale Kunstausstellung, anlässlich der Schweizerischen Landesausstellung
- 1922, 6. Mai – 23. Juni: 1re Exposition nationale, Halle du Comptoir Suisse, Lausanne
- 1928, 26. August – 30. September: Saffa Bern (Schweizerische Ausstellung für Frauenarbeit).[3]